# Orquesta Barroca de Granada
La Orquesta Barroca de Granada (OBG) es una agrupación musical española, con sede en la ciudad de Granada, dedicada a la interpretación de música barroca de autores originarios de Europa —y, especialmente, de compositores andaluces— con criterios historicistas e instrumentos antiguos. En la actualidad, y desde 2007, su director titular es el clavecinista Darío Moreno.

## Actividad

### Primera etapa: 2002-2004
La Orquesta Barroca de Granada fue fundada en el año 2002 por Pablo Heras-Casado, quien creó la formación como una agrupación instrumental auxiliar al coro Capella Exaudi, dedicado a la interpretación de música antigua, del que a la sazón era su director. Sin embargo, a raíz del incremento de sus compromisos internacionales como director, el maestro Heras-Casado abandonó el proyecto a comienzos de 2004, lo que ocasionó la disolución del conjunto instrumental.

### Segunda etapa: 2007-actualidad
En 2006 se creó en la capital granadina una nueva formación orquestal dedicada a la ejecución de música antigua: la Orquesta Barroca del Real Conservatorio Superior de Granada. El responsable de su fundación fue el clavecinista Darío Moreno —quien asumió la dirección artística de la misma— y, en sus inicios, también destacó la colaboración, como director musical, del violinista Ángel Sampedro. En esta agrupación, integrada por músicos profesionales y estudiantes del conservatorio, se hallaba el germen de lo que más tarde sería la nueva Orquesta Barroca de Granada. Así, tras dos años de actividad, la formación fue disuelta, para dar paso a un nuevo proyecto orquestal barroco de carácter profesional. En este contexto, Moreno refundó en el año 2007 la Orquesta Barroca de Granada, tomando el nombre de la agrupación que en 2002 fundara Heras-Casado (a quien pidió autorización para ello), pero contando con un equipo totalmente renovado de instrumentistas, heredado en gran parte de la Orquesta Barroca del Real Conservatorio Superior y procedente, asimismo, de la Orquesta Ciudad de Granada. Desde entonces hasta la actualidad, la dirección titular del conjunto corre a cargo de Darío Moreno.
Desde su refundación, la orquesta ha sido dirigida por importantes directores invitados, como los maestros Barry Sargent, Peter Biely, Peter Zajíček, Alfred Cañamero o Elena Borderías. La formación ha participado, asimismo, en relevantes citas musicales, como el Festival Extensión del Festival Internacional de Música y Danza de Granada, el Festival de Música Antigua de Granada, el Festival de Música Renacentista y Barroca de Vélez-Blanco, el Festival Internacional de la Guitarra de Granada, la Cátedra Manuel de Falla, la Semana Internacional de Órgano de Granada, el Circuito Andaluz de Música, la Muestra de Música Antigua "Castillo de Aracena", el Ciclo "Francisco Guerrero" de Ronda o el Festival de Música Clásica "Ciudad de Huéscar", entre otros, ofreciendo conciertos en salas tan importantes como el Auditorio Manuel de Falla de Granada o el Auditorio Nacional de Madrid, donde interpretaron en 2013 el oratorio El Mesías de Georg Friedrich Händel, obteniendo los elogios de público y crítica. Además, la orquesta ha contado con solistas tan prestigiosos como Bob Van Asperen, Bart Vandewege, Michael Form, Pepe Romero, David Hernández Anfruns, Raquel Andueza, Marta Infante, Eva Juárez, Aurora Peña, Soledad Cardoso y Olalla Alemán.
En el año 2011, vio la luz su primer disco, titulado Ciel e terra. En el álbum, publicado por la discográfica IBS Classical, la Orquesta Barroca de Granada interpreta una selección de arias de Händel, junto al tenor David Hernández Anfruns y bajo la dirección de Darío Moreno. El disco fue ampliamente alabado por la crítica especializada. En 2017, realizan su primer proyecto escénico, en el marco del Auditorio Manuel de Falla, con la ópera La guerra de los gigantes de Sebastián Durón, en coproducción con Íliber Ensemble, y con un elenco vocal encabezado por Raquel Andueza (en el papel de Minerva) y Marta Infante (encarnando a Palante), bajo la dirección musical de Darío Moreno, la dirección escénico-audiovisual de Alejandro Gómez Lopera y la dirección artística de Darío Tamayo. Al año siguiente, gracias a una subvención de la Comunidad de Madrid, recogieron esta ópera en su segundo disco, con un elenco integrado por Marta Infante (Palante), Eva Juárez (Júpiter), Aurora Peña (Minerva), Soledad Cardoso (El Tiempo) y Olalla Alemán (El Silencio), de nuevo con la dirección musical de Darío Moreno y la dirección artística de Darío Tamayo, bajo el sello IBS Classical. En 2019, llevan a cabo su segunda producción escénica, también en el Auditorio Manuel de Falla, con la zarzuela Acis y Galatea de Antonio Literes, con un elenco encabezado por Marta Infante (Acis) y Olalla Alemán (Galatea), y con dirección musical de Darío Moreno, dirección escénica de Elena Simionov y dirección artística de Darío Tamayo.

## Directores titulares
- 2002-2004: Pablo Heras-Casado

(disolución en 2004; refundación en 2007)
- Desde 2007: Darío Moreno

## Discografía
- 2011 - Ciel e terra. David Hernández Anfruns, tenor; Darío Moreno, dirección musical (IBS Classical)
- 2019 - Sebastián Durón: La guerra de los gigantes, en coproducción con Íliber Ensemble. Marta Infante (Palante), Eva Juárez (Júpiter), Aurora Peña (Minerva), Solomía Antonyak (Hércules), Pilar Alva (La Fama), Soledad Cardoso (El Tiempo), Laura Sabatel (La Inmortalidad), Olalla Alemán (El Silencio) y Luis David Barrios (Tenor). Darío Moreno, dirección musical; Darío Tamayo, dirección artística (IBS Classical)